# Proctotrupoidea
Proctotrupoidea is een superfamilie van vliesvleugelige insecten.

## Families
- Austroniidae Kozlov, 1975
- Heloridae Forster, 1856 (12)
- Pelecinidae Haliday, 1840
- Peradeniidae Naumann & Masner, 1985
- Proctorenyxidae Lelej & Kozlov, 1999
- Roproniidae Viereck, 1916
- Vanhorniidae Crawford, 1909 (1)